# Peucaea mystacalis
El zacatonero embridado o chingolo embridado (Peucaea mystacalis) es una especie de ave paseriforme de la familia Passerellidae propia del sur de México.

## Descripción
Los adultos alcanzan los 15 cm de largo. El patrón de color de la cabeza es su característica diferencial ya que la mayor parte de la cabeza es gris oscura, con la garganta negra y una franja blanca a cada lado de ésta, formando una bigotera. En la frente hay una mancha negra y en la zona loral una mancha blanca. Tiene también un anillo ocular roto color blanco. El resto del cuerpo es gris pardusco en las partes dorsales, con la espalda rayada con negro, y gris claro en las partes ventrales. Hembras y machos son similares, pero los individuos inmaduros tienen rayas en las partes ventrales.

## Distribución y hábitat
Habita en zonas abundantes en arbustos o cactáceas. Su área de distribución es el oriente del Eje Neovolcánico desde la parte oriental del Estado de México hasta Veracruz, También en los valles del sur de Puebla y en la Sierra Mixteca.